# Sphaerichthys vaillanti
Sphaerichthys vaillanti е вид бодлоперка от семейство Osphronemidae. Видът е уязвим и сериозно застрашен от изчезване.

## Разпространение
Разпространен е в Индонезия (Калимантан).

## Описание
На дължина достигат до 3,9 cm.
Популацията на вида е намаляваща.